# Rajon Saporischschja
Der Rajon Saporischschja (ukrainisch Запорізький район/Saporiskyj rajon; russisch Запорожский район/Saporoschski rajon) ist ein ukrainischer Rajon mit etwa 850.000 Einwohnern. Er liegt in der Oblast Saporischschja und hat eine Fläche von 4675 km², der Verwaltungssitz befindet sich in der namensgebenden Stadt Saporischschja.

## Geographie
Der Rajon liegt im Norden der Oblast Saporischschja und grenzt im Norden und Osten an den Rajon Synelnykowe (in der Oblast Dnipropetrowsk gelegen), im Südosten an den Rajon Polohy, im Südwesten an den Rajon Wassyliwka, im Westen an den Rajon Nikopol (Oblast Dnipropetrowsk) sowie im Nordwesten an den Rajon Dnipro (Oblast Dnipropetrowsk).
Im Südwesten wird das Rajonsgebiet durch den Kachowkaer Stausee begrenzt.

## Geschichte
Der Rajon wurde im Februar 1965 gegründet, Vorgängerrajone mit anderen Namen bestanden schon seit 1923. Am 17. Juli 2020 kam es im Zuge einer großen Rajonsreform zur Auflösung des alten Rajons und einer Neugründung unter Vergrößerung des Rajonsgebietes um die Rajone Nowomykolajiwka, Orichiw (nordwestliche Teile) und Wilnjansk sowie der bis dahin unter Oblastverwaltung stehenden Stadt Saporischschja.

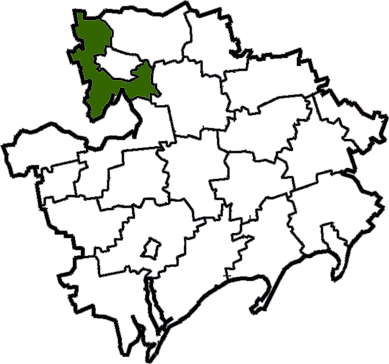
Rajon Saporischschja bis Juli 2020
Rajonsgebiet ab Juli 2020

## Administrative Gliederung
Auf kommunaler Ebene ist der Rajon in 17 Hromadas (2 Stadtgemeinden, 4 Siedlungsgemeinden und 11 Landgemeinden) unterteilt, denen jeweils einzelne Ortschaften untergeordnet sind.
Zum Verwaltungsgebiet gehören:
- 2 Städte
- 7 Siedlungen städtischen Typs
- 261 Dörfer
- 13 Ansiedlungen

Die Hromadas sind im Einzelnen:
- Stadtgemeinde Saporischschja
- Stadtgemeinde Wilnjansk
- Siedlungsgemeinde Komyschuwacha
- Siedlungsgemeinde Kuschuhum
- Siedlungsgemeinde Nowomykolajiwka
- Siedlungsgemeinde Ternuwate
- Landgemeinde Bilenke
- Landgemeinde Dolynske
- Landgemeinde Matwijiwka
- Landgemeinde Mychajliwka
- Landgemeinde Mychajlo-Lukaschewe
- Landgemeinde Nowooleksandriwka
- Landgemeinde Pawliwske
- Landgemeinde Petro-Mychajliwka
- Landgemeinde Stepne
- Landgemeinde Schyroke
- Landgemeinde Tawrijske